# Gənclik (Metro de Bakú)
Gənclik es una estación del Metro de Bakú. Se inauguró el 6 de noviembre de 1967.